# Cerkiew św. Jana Teologa w Odrynkach
Cerkiew św. Jana Teologa (znana też pod wezwaniem św. Jana Złotoustego) – prawosławna cerkiew w Odrynkach, filialna świątynia parafii w Narwi, w dekanacie Narew diecezji warszawsko-bielskiej Polskiego Autokefalicznego Kościoła Prawosławnego.
Cerkiew znajduje się w uroczysku Żurawlik (Monastyr), na terenie cmentarza. Wzniesiona w miejscu poprzedniej, spalonej (która służyła Monasterowi Narewskiemu, istniejącemu od XVI w. do 1824 r.).

## Historia
Cerkiew zbudowano w 1854 r., wyświęcono w 1866 r. Koszt jej budowy pokryli miejscowi parafianie oraz proboszcz, ks. Jan Bielawski. W 1892 r. świątynię odremontowano. Parafianie opłacili również zakup nowego dzwonu oraz ikony Trójcy Świętej.
W latach 80. XX w. cerkiew wraz z cmentarzem ogrodzono betonowym murem. W tym samym okresie świątynię okradziono z ikon.
Cerkiew została wpisana do rejestru zabytków 18 listopada 1976 r. pod nr 382.

## Architektura
Obiekt wzniesiono z drewna. Jest to budowla o konstrukcji zrębowej, trójdzielna. Od frontu znajduje się kruchta z nadbudowaną wieżą, zwieńczoną dachem namiotowym z wieżyczką i kopułką. Nawę pokrywa blaszany jednokalenicowy dach, na którym znajduje się wieżyczka z kopułką. Prezbiterium jest mniejsze od nawy, zamknięte prostokątnie.
W cerkwi znajdował się jednorzędowy ikonostas z wyobrażeniem Ostatniej Wieczerzy oraz wizerunkami archaniołów Gabriela i Michała, ikoną patronalną i Podwyższenia Krzyża Pańskiego. Na wyposażeniu świątyni pozostawały także ikony Matki Bożej, św. Mikołaja i św. Antoniego Pieczerskiego.